# Nico Denz
Nico Denz (Waldshut-Tiengen, 15 febbraio 1994) è un ciclista su strada tedesco che corre per il team Red Bull-Bora-Hansgrohe.
Professionista dall'agosto 2015, ha vinto tre tappe al Giro d'Italia: due tappe nel 2023 e una nel 2025.

## Palmarès

### Strada
- 2013 (Chambéry CF)

Prix des Vins Nouveaux
- 2014 (Chambéry CF)

Trophée des Champions - UB Argentonnaise
2ª tappa Tour de l'Ardèche Méridionale (Vogüé > Vogüé, cronometro)
Classifica generale Tour de l'Ardèche Méridionale
1ª tappa Tour du Canton de Bourg-de-Péage (Bourg-de-Péage > Bourg-de-Péage)
- 2015 (Chambéry CF, una vittoria)

Grand Prix de Cours-La-Ville
- 2018 (AG2R La Mondiale, una vittoria)

Tour de Vendée
- 2020 (Team Sunweb, una vittoria)

2ª tappa Okolo Slovenska (Žilina > Banská Bystrica)
- 2022 (Team DSM, una vittoria)

6ª tappa Giro di Svizzera (Locarno > Moosalp)
- 2023 (Bora-Hansgrohe, tre vittorie)

12ª tappa Giro d'Italia (Bra > Rivoli)
14ª tappa Giro d'Italia (Sierre > Cassano Magnago)
5ª tappa Giro di Turchia (Marmaris > Bodrum)
- 2025 (Red Bull-Bora-Hansgrohe, una vittoria)

18ª tappa Giro d'Italia (Morbegno > Cesano Maderno)

#### Altri successi
- 2017 (AG2R La Mondiale)

Classifica scalatori Étoile de Bessèges

## Piazzamenti

### Grandi Giri
- Giro d'Italia

2018: 62º
2019: 124º
2020: 83º
2021: 102º
2022: 111º
2023: 57º
2025: 122º
- Tour de France

2024: 110º
- Vuelta a España

2017: ritirato (16ª tappa)
2021: 114°
2023: 97°
2024: ritirato

### Classiche monumento
- Milano-Sanremo

2017: 152º
2023: 114º
2024: 45º
- Giro delle Fiandre

2016: ritirato
2017: ritirato
2018: 67º
2019: 122º
2021: 63º
2024: 60°
- Parigi-Roubaix

2016: ritirato
2017: ritirato
2018: 96º
2019: 36º
2022: fuori tempo massimo
- Giro di Lombardia

2020: ritirato

### Competizioni mondiali
- Campionati del mondo

Valkenburg 2012 - In linea Junior: 76º
Innsbruck 2018 - Cronosquadre: 15º
Innsbruck 2018 - In linea Elite: 74º
Imola 2020 - In linea Elite: 63º
Wollongong 2022 - In linea Elite: ritirato
Glasgow 2023 - In linea Elite: ritirato

### Competizioni europee
- Campionati europei

Offida 2011 - In linea Junior: ritirato
Goes 2012 - In linea Junior: 92º
Nyon 2014 - In linea Under-23: 79º
Herning 2017 - In linea Elite: 64º
Glasgow 2018 - In linea Elite: 9º
Alkmaar 2019 - In linea Elite: ritirato
Plouay 2020 - In linea Elite: 88º
Monaco di Baviera 2022 - In linea Elite: 123º
- Giochi europei

Minsk 2019 - In linea Elite: 56°
Minsk 2019 - Cronometro Elite: 11°